# Bulbophyllum subclausum
Bulbophyllum subclausum är en orkidéart som beskrevs av Johannes Jacobus Smith. Bulbophyllum subclausum ingår i släktet Bulbophyllum och familjen orkidéer. Inga underarter finns listade i Catalogue of Life.